# Anthoceros caucasicus
Az Anthoceros caucasicus egy moha faj a Becősmohák, törzséből és az Anthocerotaceae családból. Mediterrán-atlantikus faj, mely elsősorban a Makaronéziai területeken, az Ibériai-félszigeten, Olaszországban és a Kaukázuson él.

## Jellemzői
Ennek a becősmohának a telepei 3 cm nagyok lehetnek, a színük sötétzöld. A telepek 10-20 sejtsor vastagok, a szegély felé vékonyodnak. A telep felszínén vannak lamellák, melyek a tetejükön megvastagodnak. Az antheridiumok 145-170 mikrométer hosszúak. A spóratokok 4-8 cm hosszúak. A spórák szürkések, feketések, 40-50 mikrométer átmérőjűek. Mind a disztáls, mind a proximális felszanán a spórának tüskékkel borított, a triradiát spóranyílásnál azonban vékony sávban sima a felszíne. A sejtjeiben csak egy nagyméretű kloroplasztisz van. Ez az Anthoceros faj is szimbiózisban élhet cianobaktériumokkal, amik a levegő nitrogénjét képesek megkötni és felhasználhatóvá tenni a becősmoha számára.

## Elterjedése és Ökológiája
Mediterrán-atlantikus faj, azaz a meleg és nedves időjárási körülményeket kedveli. A fő elterjedési területe Makaronézia (Azori-szigetek, Kanári-szigetek, Madeira, Cape Verde) és a Földközi-tengeri régióban az Ibériai-félsziget és Olaszország. Jelentős állományai találhatóak meg a Kaukázusban is. De 1996-ban  Hollandiában is találtak élőhelyét (Stroothuijzen, Gele Beek).
A nedves élőhelyeket kedveli. Útszéleken, patak partokon. Savanyú kémhatású talajokon él. A Holland élőhely vegetációja Nanocyperion flavescentis.

## Biokémia
A kutatók több fontos vegyületet izoláltak ennek a mohának a telepeiből, ilyen a veticadinoxide és több különböző mono-, di- és szeszkviterpén is.

## Linkek
- Fotók az Anthoceros caucasicus-ról (portugál oldal)